# William Fogg Osgood
William Fogg Osgood (Boston, 10 de março de 1864 — Belmont, 22 de julho de 1943) foi um matemático estadunidense.
Dedicou os seus principais esforços ao campo da teoria de funções (convergência de sucessões, de funções), ao cálculo de variações e à resolução de equações diferenciais. Desenvolveu no seu país natal o rigor na análise matemática. Apresentou uma Colloquium Lecture em 1898.

## Obras publicadas
Algumas das suas obras foram:
- Introduction to Infinite Series (1897; 3ª Ed. 1906)
- Lehrbuch des Funktionentheorie (1907; 2ª Ed. 1912)
- First Course in Differential and Integral Calculus (1907; Ed. Rev. 1909)